# Dolné Trhovište
Dolné Trhovište es un municipio del distrito de Hlohovec en la región de Trnava, Eslovaquia, con una población estimada a final del año 2024 de 571 habitantes.
Se encuentra ubicado en el centro-este de la región, cerca del río Váh (cuenca hidrográfica del Danubio) y de la región de Nitra.

## Demografía
| Año        | 1994 | 2004    | 2014    | 2024     |
| ---------- | ---- | ------- | ------- | -------- |
| Población  | 642  | 637     | 651     | 571      |
| Diferencia |      | −0,77 % | +2,19 % | −12,28 % |

| Año        | 2023 | 2024    |
| ---------- | ---- | ------- |
| Población  | 584  | 571     |
| Diferencia |      | −2,22 % |